# مولد الضد اللبي لالتهاب الكبد ب

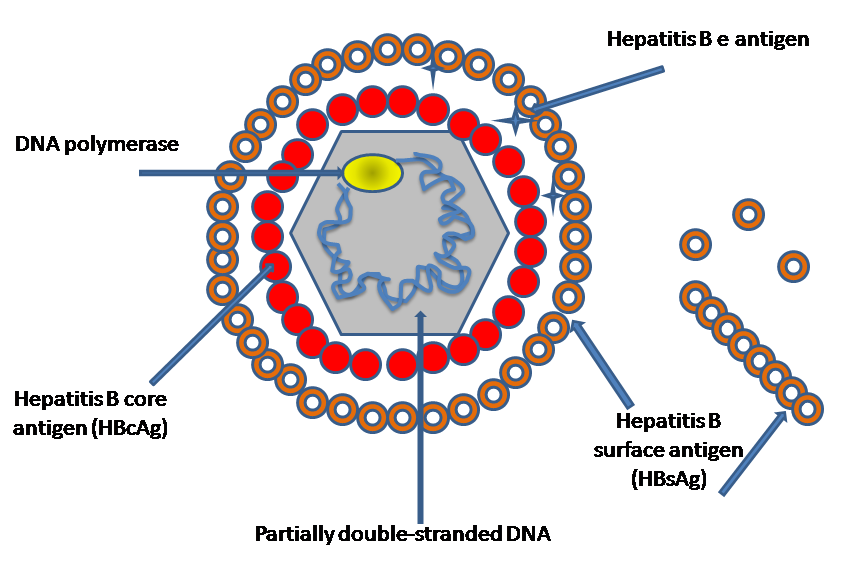

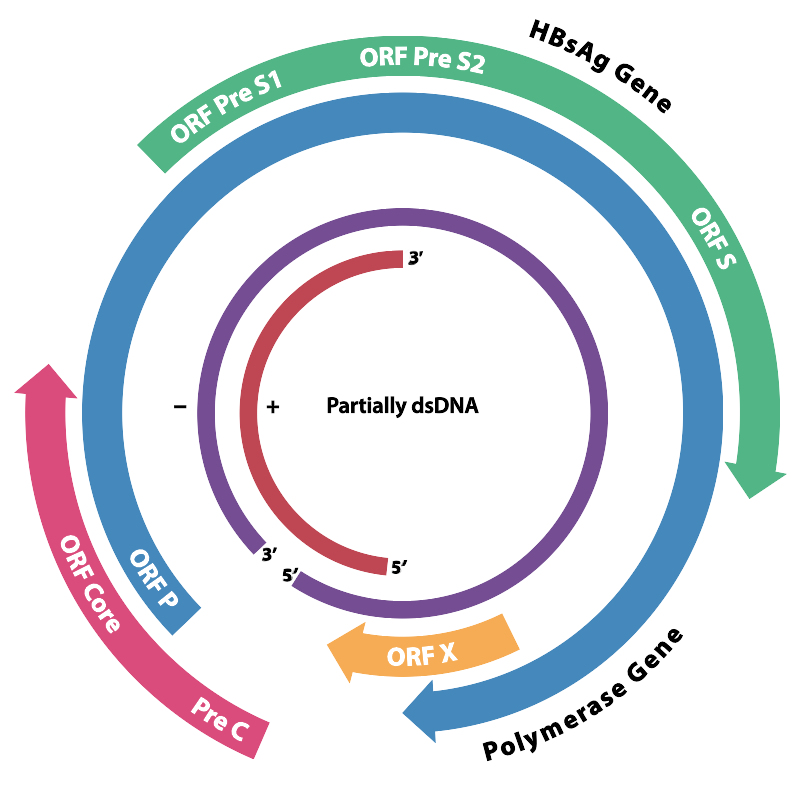
تنظيم الجينوم لفيروس التهاب الكبد ب. حيث تتداخل الجينات. (ORF Core, في أسفل الصورة إلى اليسار, يشفر لمولد الضد اللبي لالتهاب الكبد ب (HBcAg)).

مولد الضد اللبي لالتهاب الكبد ب (بالإنجليزية: Hepatitis B Core Antigen)‏ ويعرف اختصارا بـ (HbcAg) هو لب داخلي مكون من قفيصة منواة بروتينية ، يحيط بالحمض النووي الفيروسي، ويعد واسما مفيدا على عدوائية الفيروس بحيث يمكن لشخص نقل المرض للاخرين.